# Street Legal (serie televisiva 1987)
Street Legal  è una serie televisiva canadese in 126 episodi trasmessi per la prima volta nel corso di 8 stagioni dal 1987 al 1994. È lo spin-off del film per la televisione Shellgame del 1985.
È una serie del genere giudiziario incentrata sulle vicende professionali e private dei partner di un piccolo studio legale di Toronto, in Canada. Gli attori principali sono Sonja Smits nel ruolo di Carrington "Carrie" Barr, Eric Peterson nel ruolo di Leon Robinovitch e C. David Johnson nel ruolo di Charles "Chuck" Tchobanian. Il cast comprende anche Julie Khaner, Albert Schultz, Cynthia Dale (nel ruolo di Olivia Novak, una nuova socia che entra in scena dopo alcuni episodi, instaurando una relazione sentimentale con Chuck), Maria del Mar e Ron Lea.

## Personaggi e interpreti
- Charles 'Chuck' Tchobanian (126 episodi, 1987-1994), interpretato da C. David Johnson.
- Leon Robinovitch (126 episodi, 1987-1994), interpretato da Eric Peterson.
- Olivia Novak (107 episodi, 1988-1994), interpretata da Cynthia Dale.
- Alana Newman Robinovitch (85 episodi, 1989-1994), interpretata da Julie Khaner.
- Carrington 'Carrie' Barr (83 episodi, 1986-1992), interpretato da Sonja Smits.
- Dillon Beck (81 episodi, 1989-1994), interpretato da Anthony Sherwood.
- Mercedes (56 episodi, 1987-1994), interpretata da Alison Sealy-Smith.
- Rob Diamond (51 episodi, 1991-1994), interpretato da Albert Schultz.
- Brian Malony (51 episodi, 1990-1994), interpretato da Ron Lea.
- Laura Crosby (49 episodi, 1989-1994), interpretata da Maria del Mar.
- Gloria Beecham (44 episodi, 1987-1990), interpretata da Diane Polley.
- Nick Del Gado (36 episodi, 1988-1991), interpretato da David James Elliott.
- Lisa Tchobanian (25 episodi, 1987-1990), interpretata da Maria Ricossa.
- Kim Davis (24 episodi, 1990-1993), interpretata da Asia Vieira.
- Veronica Beck (20 episodi, 1989-1993), interpretata da Rachel Luttrell.
- Steve Winton (18 episodi, 1987-1988), interpretato da Mark Saunders.
- Baby Emily (18 episodi, 1992-1994), interpretata da Mallory Kohn.
- Baby Emily (18 episodi, 1992-1994), interpretata da Megan Kohn.
- Wanda (16 episodi, 1990-1991), interpretata da Pamela Sinha.
- Jack Driscoll (15 episodi, 1987-1994), interpretato da Gary Reineke.
- Valerie Sanducci (14 episodi, 1993-1994), interpretata da Venus Terzo.
- Ben Larkin (13 episodi, 1993-1994), interpretato da Andrew Sardella.
- Giudice Howe (12 episodi, 1987-1994), interpretato da David Gardner.
- Tom Morgan (12 episodi, 1992-1993), interpretato da Nicholas Campbell.
- Giudice Granz (11 episodi, 1987-1994), interpretato da Frank Adamson.
- Sam Vernon (11 episodi, 1987-1994), interpretato da Dennis O'Connor.
- Giudice Holloway (11 episodi, 1987-1994), interpretato da Frank Perry.
- Giudice Presley (11 episodi, 1989-1994), interpretato da Harold Burke.
- Giudice Scallo (11 episodi, 1989-1994), interpretato da Gordon Jocelyn.
- Giudice Burton (11 episodi, 1989-1993), interpretato da Larry Reynolds.
- R.J. Williams (10 episodi, 1991-1992), interpretato da Donnelly Rhodes.
- Reporter (9 episodi, 1990-1991), interpretato da Janet Bailey.
- Paul Desmond (9 episodi, 1992-1994), interpretato da Victor A. Young.
- Wolfman (8 episodi, 1987-1992), interpretato da Frank Pellegrino.
- Hugh Dunning (8 episodi, 1988-1994), interpretato da Damir Andrei.
- Giudice Morton (8 episodi, 1988-1993), interpretato da Patricia Gage.
- Giudice Ambridge (8 episodi, 1989-1992), interpretato da Tom Harvey.
- Giudice Marvel (8 episodi, 1990-1994), interpretato da Annie Kidder.
- Nina Pascaras (8 episodi, 1990-1993), interpretata da Lenore Zann.
- Jane Grey (8 episodi, 1990-1991), interpretata da Catherine Colvey.
- Maurice Stiller (7 episodi, 1988-1994), interpretato da Maurice Godin.
- Angelo Lisantis (7 episodi, 1988-1993), interpretato da Tony De Santis.
- Jennifer Winston (7 episodi, 1989-1990), interpretata da Miranda de Pencier.
- Susan Porter Rose (7 episodi, 1990-1993), interpretata da Laurie Paton.
- Giudice Appleby (7 episodi, 1991-1992), interpretato da Lawrence Dane.
- Eva Paredes (7 episodi, 1992-1993), interpretata da Beatriz Pizano.

## Produzione
La serie fu prodotta da Canadian Broadcasting Corporation e girata a Toronto in Canada. Le musiche furono composte da Micky Erbe e Tim McCauley e Maribeth Solomon.

### Registi
Tra i registi della serie sono accreditati:
- Stacey Stewart Curtis in 24 episodi (1988-1994)
- Stefan Scaini in 13 episodi (1988-1993)
- Eleanor Lindo in 12 episodi (1987-1993)
- Steve DiMarco in 9 episodi (1987-1994)
- Milan Cheylov in 9 episodi (1992-1994)
- Allan Harmon in 8 episodi (1989-1993)
- Brad Turner in 7 episodi (1988-1991)
- George Bloomfield in 6 episodi (1990-1991)
- Harvey Frost in 6 episodi (1993-1994)
- Randy Bradshaw in 5 episodi (1987-1990)
- Alan Simmonds in 3 episodi (1987-1988)
- Gilbert M. Shilton in 3 episodi (1989)
- Sturla Gunnarsson in 2 episodi (1987-1990)
- Alan Erlich in 2 episodi (1987)
- Allan Kroeker in 2 episodi (1987)
- Richard Benner in 2 episodi (1988-1989)
- Jorge Montesi in 2 episodi (1989-1990)
- Douglas Jackson in 2 episodi (1990-1991)

### Sceneggiatori
Tra gli sceneggiatori della serie sono accreditati:
- Guy Mullally in 64 episodi (1989-1993)
- Sondra Kelly in 33 episodi (1991-1993)
- William Deverell in 21 episodi (1987-1988)
- David Cole in 18 episodi (1987-1994)
- Maureen McKeon in 16 episodi (1993-1994)
- Malcolm MacRury in 15 episodi (1987-1990)
- Don Truckey in 13 episodi (1987-1988)
- Barry Stevens in 13 episodi (1988-1993)
- Paul Aitken in 12 episodi (1987-1990)
- Rebecca Schechter in 12 episodi (1989-1994)
- Peter Mitchell in 9 episodi (1987-1989)
- Robert Sandler in 5 episodi (1987-1990)
- A.J. Bickerton in 5 episodi (1991-1993)
- Neil Kozloff in 5 episodi (1991-1993)
- Michael Betcherman in 5 episodi (1992-1993)
- Peter Lauterman in 4 episodi (1989-1990)
- Angelo Stea in 4 episodi (1989-1990)
- Marc Strange in 3 episodi (1987)
- Leila Basen in 3 episodi (1988-1992)
- Richard Oleksiak in 3 episodi (1989-1990)
- Catherine Denson in 3 episodi (1990-1991)
- Gary Freedman in 3 episodi (1990-1991)
- Bruce Martin in 3 episodi (1991-1992)
- Toby Mullally in 3 episodi (1991-1992)
- David Barlow in 3 episodi (1993-1994)
- Ian Sutherland in 2 episodi (1987-1989)
- Jerome McCann in 2 episodi (1987-1988)
- Ann MacNaughton in 2 episodi (1993-1994)
- Donald Martin in 2 episodi (1993)
- James Nadler in 2 episodi (1993)

## Distribuzione
La serie fu trasmessa in Canada dal 6 gennaio 1987 al 6 novembre 1994 sulla rete televisiva CBC Television. In Italia è stata trasmessa su reti locali con il titolo Street Legal.
Alcune delle uscite internazionali sono state:
- in Canada il 6 gennaio 1987 (Street Legal)
- in Germania Ovest (Die Waffen des Gesetzes)
- in Italia (Street Legal)

## Episodi
| Stagione         | Episodi | Prima TV Canada |
| ---------------- | ------- | --------------- |
| Prima stagione   | 6       | 1987            |
| Seconda stagione | 13      | 1987-1988       |
| Terza stagione   | 19      | 1988-1989       |
| Quarta stagione  | 16      | 1989-1990       |
| Quinta stagione  | 16      | 1990-1991       |
| Sesta stagione   | 18      | 1991-1992       |
| Settima stagione | 18      | 1992-1993       |
| Ottava stagione  | 20      | 1993-1994       |